# کیچکی پیروشه
کیچکی پیروشه (به لهستانی:  Kiczki Pierwsze) یک روستا در لهستان است که در گمینا تسگووو واقع شده‌است.
 کیچکی پیروشه  ۳۹۰ نفر جمعیت دارد.